# 港口 (臺南市)
港口，是臺灣臺南市安定區的一個傳統地域名稱，位於該區中南部，並向東延伸至邊界。相較於今日行政區，其範圍大致包括港口里不含北部邊界地帶中間兩段、中榮里、港南里不含南部邊界地帶中段、嘉同里北部西側凸出部分、文科里南部邊界地帶東段。
本地區境內主要聚落為港口、許中營、渡仔頭。

## 歷史
台灣日治初期，港口地區為一街庄，稱為「港口庄」（舊制街庄），隸屬於安定里東堡。該庄昔日西邊北段及北邊西側一小段與管藔庄為鄰，北邊大部分與港仔尾庄為鄰，北邊東側一小段及東邊與看西庄為鄰，南邊為大洲庄、六塊藔庄，西邊南段為新吉庄。
1901年（日治明治三十四年）11月11日，全台廢縣廳改設二十廳，該庄隸屬於臺南廳。1904年（明治三十七年）3月31日，該庄編入「安定里東區」，隸屬於臺南廳。1909年（明治四十二年）10月25日，全台合併二十廳為十二廳，安定里東區仍隸屬於臺南廳。1920年（大正九年）10月1日，全台地方制度大改正，廢十二廳改設五州二廳，該庄改制為「港口」大字，隸屬於臺南州新化郡安定庄（新制街庄）。
戰後安定庄改制為安定鄉，隸屬於臺南縣，大字亦改制為村。1950年（民國39年）10月25日，雲、嘉、南分治，安定鄉仍隸屬於臺南縣。2010年（民國99年）12月25日，臺南縣、市合併為直轄臺南市，安定鄉改制為安定區，村亦改制為里。

## 聚落
本地區發展較早的聚落為港口、下藔（已消失）、許中營、渡仔頭，在日治初期的官方地圖上已有記載。

## 交通
國道1號又稱「中山高速公路」，是貫穿台灣西部的兩條縱向高速公路之一，經過本地區東北角，並在本地區東南部邊界外緣與國道8號交會處設有台南系統交流道。最近的一般交流道在北側是縣道178號交會處附近的安定交流道；在南側是省道台1線交會處的永康交流道。由此等可快速前往國道1號沿線各地。
國道8號又稱「台南支線」，是一條東西向快速/高速公路，經過本地區南部邊界地帶且在此路段設有平面側車道（台南支線聯絡道），並在邊界外不遠處的區道南113線交會口設有平交路口，且在本地區東南部邊界外緣與國道1號交會處設有台南系統交流道，由此等可快速前往國道8號沿線各地或轉接國道1號。
市道178號是安南區中崙（實際起點長安）至大內區大匏崙的道路，以外環道形式經過本地區港口聚落。由該道路西行可前往安南區東北部，並止於省道台17甲線路口；東行（大方向）可前往安定區安定市區、善化區、山上區西北端、大內區，並止於省道台84線（東西向快速公路－北門玉井線）二溪交流道西北側。
區道南132線是海寮至安定的道路，經過本地區北部邊界地帶西側。
區道南133線是樹谷至港口南的道路，經過本地區渡仔頭、許中營、港口三個聚落，並在本地區南部邊界外不遠處的國道8號交會口設有平交路口。
區道南134線是南安至新市的道路，其西側端點（起點）位於本地區北部邊界西側的區道南132線路口，由此向東南會經過本地區港口聚落。

## 公務機關
- 臺南市政府警察局善化分局港口派出所